# Louis-Do de Lencquesaing
 (janvier 2019).
Pour les articles homonymes, voir Lencquesaing.
Louis-Do de Lencquesaing, né le 25 décembre 1963 à Paris, est un acteur, metteur en scène et réalisateur français.

## Biographie

### Jeunesse
Louis-Do de Lencquesaing est né le 25 décembre 1963 à Paris.
Après le baccalauréat, il étudie le droit et l'histoire de l'art à l'université Paris-Nanterre, avant de commencer une formation théâtrale au cours Périmony.

### Carrière
Il travaille d'abord comme stagiaire régie sur le seul film réalisé par Alain Cuny, L'Annonce faite à Marie, puis fait ses premiers pas en tant que comédien avec le metteur en scène Valère Novarina au festival d'Avignon.

## Vie privée
Il a une fille, Alice, née en 1991 (avec qui il joue dans le film Polisse), avec la directrice de la photographie Caroline Champetier. Un fils, Léonard, d’Aurélia Alcaïs, illustratrice et comédienne. Et un fils, Joseph, né en 2022, avec Dorcite Mélé.

## Filmographie

### Cinéma

#### Longs métrages

##### Années 1990
- 1991 : Madame Bovary de Claude Chabrol : Louis
- 1992 : La Sentinelle d'Arnaud Desplechin : Un étudiant en médecine
- 1992 : L'Absence de Peter Handke
- 1993 : Mensonge de François Margolin : Rémi
- 1993 : Hélas pour moi de Jean-Luc Godard : Ludovic, un élève
- 1994 : Ainsi soient elles de Patrick Alessandrin et Lisa Azuelos : Laurent
- 1996 : Encore de Pascal Bonitzer : Bruno
- 1998 : Alissa de Didier Goldschmidt : Bukovski
- 1998 : À vendre de Laetitia Masson
- 1999 : Les Infortunes de la beauté de John Lvoff : François

##### Années 2000
- 2000 : Les Destinées sentimentales d'Olivier Assayas : Arthur Pommerel
- 2001 : Le Loup de la côte Ouest d'Hugo Santiago : Commissaire Vianet
- 2002 : Une affaire privée de Guillaume Nicloux : Philippe
- 2002 : La Vie promise d'Olivier Dahan : Un maquereau
- 2003 : Les Corps impatients de Xavier Giannoli : L'interne
- 2003 : Petites Coupures de Pascal Bonitzer :
- 2004 : L'empreinte de David Mathieu-Mahias : Armand, l'éditeur
- 2005 : Un couple parfait de Nobuhiro Suwa : Vincent
- 2005 : Au suivant ! de Jeanne Biras : Le réalisateur
- 2005 : Caché de Michael Haneke : Le propriétaire de la librairie
- 2005 : Les Invisibles de Thierry Jousse : Le videur
- 2006 : L'Intouchable de Benoît Jacquot : L'amant de Jeanne
- 2006 : La Jungle de Matthieu Delaporte : L'examinateur
- 2008 : Musée haut, musée bas de Jean-Michel Ribes : Jocelyn Paulin
- 2009 : La Femme invisible d'Agathe Teyssier : François
- 2009 : Le Père de mes enfants de Mia Hansen-Løve : Grégoire Canvel
- 2009 : À l'est de moi de Bojena Horackova : Le client

##### Années 2010
- 2010 : Le Mariage à trois de Jacques Doillon : Stéphane
- 2011 : Polisse de Maïwenn : Monsieur de la Faublaise
- 2011 : My Little Princess d'Eva Ionesco : Antoine Dupuis
- 2011 : Jeanne captive de Philippe Ramos : Jean de Luxembourg
- 2011 : L'Apollonide : Souvenirs de la maison close de Bertrand Bonello : Michaud, un client
- 2011 : Un heureux événement de Rémi Bezançon : Jean-François Truffard
- 2011 : L'Art d'aimer d'Emmanuel Mouret : Ludovic
- 2011 : Elles de Małgorzata Szumowska : Patrick
- 2012 : Superstar de Xavier Giannoli : Jean-Baptiste
- 2012 : Paris-Manhattan de Sophie Lellouche : Pierre
- 2012 : Au galop de lui-même : Paul
- 2013 : Vingt ans d'écart de David Moreau : Julien
- 2013 : Les Coquillettes de Sophie Letourneur : P.A.
- 2014 : Des lendemains qui chantent de Nicolas Castro : Jacques Sadoun
- 2014 : Francofonia d'Alexandre Sokourov : Jacques Jaujard
- 2014 : Bon Rétablissement ! de Jean Becker : Le chirurgien
- 2014 : La Rançon de la gloire de Xavier Beauvois : L'avocat
- 2014 : Valentin Valentin de Pascal Thomas : Freddy Livorno
- 2015 : Orage de Fabrice Camoin : Pierre
- 2015 : L'Antiquaire de François Margolin : Melchior
- 2015 : Je vous souhaite d'être follement aimée d'Ounie Lecomte : Alex
- 2015 : Taj Mahal de Nicolas Saada : Le père de Louise
- 2016 : Arès de Jean-Patrick Benes : Le patron de Donevia
- 2016 : Marseille de Kad Merad : Stéphane Amato
- 2016 : La Danseuse de Stéphanie Di Giusto : Armand
- 2016 : Brice 3 de James Huth : Le médecin
- 2016 : Blind Sun de Joyce Nashawati : Gilles
- 2017 : Money de Gela Babluani : Samuel Mercier
- 2017 : Le lion est mort ce soir de Nobuhiro Suwa : Le réalisateur
- 2018 : L'amour est une fête de Cédric Anger : Le propriétaire du château
- 2018 : Un peuple et son roi de Pierre Schoeller : Louis XIV, dans le cauchemar de Louis XVI
- 2019 : À cause des filles..? de Pascal Thomas : Bernard
- 2019 : Convoi exceptionnel de Bertrand Blier : Arthur Combasse
- 2019 : Ibiza d'Arnaud Lemort : Michel
- 2019 : La Sainte Famille de lui-même : Jean

##### Années 2020
- 2020 : Les choses qu'on dit, les choses qu'on fait d'Emmanuel Mouret : Le réalisateur
- 2021 : Ouistreham d'Emmanuel Carrère : Louis-Do
- 2021 : Illusions perdues de Xavier Giannoli : Andoche Finot
- 2022 : Kompromat de Jérôme Salle : L’ambassadeur
- 2022 : Les Femmes du square de Julien Rambaldi : Henri
- 2022 : Retour à Séoul de Davy Chou : André
- 2023 : Le Voyage en pyjama de Pascal Thomas : Frédéric
- 2024 : Limonov, la ballade (Limonov: The Ballad of Eddie) de Kirill Serebrennikov : Un intellectuel à Paris
- 2024 : La Réparation de Régis Wargnier : Maxime Mangenot
- 2025 : L'Homme qui a vu l'ours qui a vu l'homme de Pierre Richard : Christos
- 2025 : Melpomène de Charlotte Dauphin : Bernard

#### Courts métrages
- 1990 : Les Dernières Heures du millénaire de Cédric Kahn
- 1991 : La Vie des morts d'Arnaud Desplechin : Nicolas (moyen métrage)
- 1991 : Le sommeil d'Adrien de Caroline Champetier : Adrien
- 1991 : Mécréant  de lui-même : Vincent
- 1991 : De l'histoire ancienne d'Orso Miret
- 1999 : Marée haute de Caroline Champetier
- 2000 : Anywhere Out of the World de Frederik Bois : Antoine
- 2004 : Face à l'amour de Stanley Woodward : Vincent
- 2007 : Le Créneau de Frédéric Mermoud : Mathias
- 2007 : Animal singulier d'Hélène Guetary : Simon
- 2009 : Même pas en rêve de lui-même : Le père
- 2023 : Une fois dehors de Malo Welfling : le père

### Télévision

#### Séries télévisées
- 2003 : Louis la Brocante : Joseph Letano
- 2004 : Avocats et Associés : Steven Berger
- 2005 : Vénus et Apollon : Édouard Pages
- 2009 : L'École du pouvoir : Marceau
- 2009 : Services sacrés : Palmidas
- 2011 : Empreintes criminelles : Victor Francis
- 2013 : Kaboul Kitchen : Paul Braque
- 2014 - 2020 : Engrenages : Maître Éric Edelman
- 2017 : L'Art du crime : Charles Varagne
- 2021 : César Wagner : Jean-Yves Theurot
- 2022 : Les Rivières pourpres : Vincent Guerin
- 2023 : Bardot : Henri-Georges Clouzot
- 2023 : Transatlantique : André Breton
- 2024 : Les Espions de la terreur : Commissaire Gomez
- 2025 : Nero

#### Téléfilms
- 2003 : La Bête du Gévaudan de Patrick Volson : Beauterne
- 2007 : Le Sang noir de Peter Kassovitz : Capitaine Plaire
- 2007 : Gaspard le bandit de Benoît Jacquot : Le banquier
- 2007 : Opération Turquoise d'Alain Tasma : Le rédacteur en chef
- 2008 : Dans l'ombre du maître de David Delrieux : Marchelier
- 2009 : Clara, une passion française de Sébastien Grall : Duvauchelle
- 2010 : La Peau de chagrin d'Alain Berliner : Jean-Frédéric Taillefer
- 2011 : Un soupçon d'innocence d'Olivier Péray : Dominique Roussel
- 2013 : Alias Caracalla, au coeur de la Résistance d'Alain Tasma : Emmanuel d’Astier de La Vigerie
- 2024 : Sur la dalle de Josée Dayan : Danglard

### Réalisateur
- 1991 : Mécréant (court métrage)
- 2005 : Première Séance (court métrage)
- 2009 : Même pas en rêve (court métrage)
- 2012 : Au galop
- 2019 : La Sainte Famille

### Clip
- 2005 : Mickey 3D : Matador

## Théâtre

### Comédien
- 1989 : Vous qui habitez le temps, Valère Novarina, Festival d'Avignon, Festival d'Automne à Paris.
- 1995 : Qu'une tranche de pain, Fassbinder, mise en scène Bruno Bayen, Théâtre de la bastille
- 1996 :  Espions et célibataires, Bennent, Bruno Bayen, Théâtre national de Chaillot
- 2006 : Probablement les Bahamas de Martin Crimp, mise en scène Louis-Do de Lencquesaing, Théâtre Ouvert
- 2007 : Du malheur d'avoir de l'esprit, Griboiedov, La Criée, Chaillot
- 2011 : Harper Regan de Simon Stephens, mise en scène Lukas Hemleb, Maison de la Culture Amiens, Théâtre du Rond-Point, Théâtre des Treize Vents, tournée
- 2015 : Trissotin ou Les Femmes savantes de Molière, mise en scène Macha Makeïeff, Nuits de Fourvière
- 2017 : Bella Figura de et mise en scène  Yasmina Reza, Théâtre Liberté (Toulon), Théâtre national populaire (Villeurbanne), La Criée

### Metteur en scène
- 1991 : Les Avariés d'Eugène Brieux, Hôpital Saint Louis
- 1993 : Il faut qu'une porte soit ouverte ou fermée d'Alfred de Musset, Théâtre de l'Odéon, + film Arte Benoit Jacquot
- 1993 : L'Ombre de la vallée de John M. Synge, théâtre de l'Odéon
- 1995 : Anatole d'Arthur Schnitzler, théâtre de la Bastille
- 1996 : Le Chanteur d'opéra de Frank Wedekind, théâtre de la Bastille, Festival d'Automne à Paris
- 1998 : Après la répétition d'Ingmar Bergman, théâtre de la Renaissance
- 1999 : Scènes étrangères ou Sarcey et Sarah Berhnardt à Londres de Thérèse Crémieux, studio-théâtre Galerie du Carrousel du Louvre
- 2000 : Anéantis de Sarah Kane, théâtre national de la Colline
- 2002 : La Campagne de Martin Crimp, Maison des arts de Créteil théâtre de l'Œuvre
- 2006 : Probablement les Bahamas de Martin Crimp, théâtre Ouvert
- 2022 : Le Principe d’incertitude de Simon Stephens, théâtre Montparnasse

## Distinctions

### Décoration
- Chevalier de l'ordre des Arts et des Lettres

### Récompense
- Meilleur second rôle masculin (prix du jury) au festival Jean-Carmet de Moulins (1996) pour son interprétation dans Encore de Pascal Bonitzer

### Participation à des jurys
- 2015 : membre du jury des longs métrages présidé par Benoît Jacquot lors du 41e festival du cinéma américain de Deauville
- 2019 : membre du jury des longs métrages présidé par Benoît Jacquot, lors du 11e Festival international du film policier de Beaune